# Македоновка (Луганская область)
Македо́новка (укр. Македонівка) — село в Лутугинском районе Луганской области Украины. Под контролем самопровозглашённой Луганской Народной Республики. Входит в Каменский сельский совет.

## География
Соседние населённые пункты: сёла Ребриково на юге, Мечетка и Вербовка на юго-востоке, Каменка и Палиевка на востоке, Первозвановка, Карла Либкнехта, Верхняя Ореховка на северо-востоке, Волнухино, Новофёдоровка на севере, Шёлковая Протока, Ореховка, Круглик и посёлок Лесное на северо-западе, Червоная Поляна на западе, Зеленолольское, Зелёный Курган, Картушино и посёлок Ясеновский на юго-западе.

## Население
Население по переписи 2001 года составляло 599 человек.

## Общие сведения
Почтовый индекс — 92033. Телефонный код — 6436. Занимает площадь 5,2 км².

## Прославленные уроженцы
В селе родился Герой Советского Союза Алексей Колесников.

## Местный совет
92032, Луганская обл., Лутугинский р-н, с. Каменка, ул. Советская, 108; тел. 99-3-21

## Известные уроженцы и жители
- Колесников, Алексей Васильевич (1921—2015) — советский военный, подполковник, участник Великой Отечественной войны, Герой Советского Союза (1944).